# Temnostoma alternans
Temnostoma alternans är en tvåvingeart som beskrevs av Friedrich Hermann Loew 1864. Temnostoma alternans ingår i släktet tigerblomflugor, och familjen blomflugor. Inga underarter finns listade i Catalogue of Life.